# 荆轲传奇
《荆轲传奇》，是2004年中国国际电视总公司制作出品的电视剧。根据荆轲的故事改编，共32集，刘烨、何润东、王亚楠、瞿颖、郑家榆、徐锦江、李倩、邵兵主演。该剧与《乱世英雄吕不韦》有很多相同演员。

## 演员表
- 刘　烨 饰演 荆轲
- 何润东 饰演 高渐离
- 王亚楠 饰演 樊於期
- 邵　兵 饰演 秦王政
- 张铁林 饰演 吕不韦[註 1]
- 吴军忱 饰演 聂无涯[註 2]
- 瞿　颖 饰演 云兮
- 郑家榆 饰演 叶小沪
- 徐锦江 饰演 白起
- 李　倩 饰演 芄兰公主
- 黄　觉 饰演 昊月将军
- 冯绍峰 饰演 燕太子丹
- 韩　晓 饰演 蒙嫣
- 刘卫华 饰演 田光
- 金书贵 饰演 燕王喜
- 刘立伟 饰演 徐夫人

## 備註
1. ↑  該片為张铁林繼電視劇《乱世英雄吕不韦》後，二度飾演吕不韦一角。
2. ↑  該片為吴军忱繼電視劇《乱世英雄吕不韦》後，二度飾演，但不再饰演秦王政，改出演聂无涯。